# Peter Callenbach
Peter Callenbach (Amsterdam, 15 september 1962) is een voormalig honkballer uit Nederland, die met de nationale ploeg als zesde eindigde bij de Olympische Spelen van Atlanta (1996).
Callenbach begon zijn honkbalcarrière bij Giants uit Diemen. Furore maakte de werper bij Pioniers. In de nadagen van zijn loopbaan stapte Callenbach over naar Almere, waar hij tevens fungeerde als coach.
Johnny Balentina · 
Giel ten Bosch · 
Eric de Bruin · 
Peter Callenbach · 
Rob Cordemans · 
Jeffrey Cranston · 
Eddie Dix · 
Marlon Fluonia · 
Evert-Jan 't Hoen · 
Eelco Jansen · 
Marcel Joost · 
Adonis Kemp · 
Geoffrey Kohl · 
Marcel Kruijt · 
André van Maris · 
Edsel Martis · 
Paul Nanne · 
Tom Nanne · 
Byron Ward · 
Danny Wout